# Championnat de Polynésie française de football 2015-2016
Navigation
Saison précédente Saison suivante
La saison 2015-2016 du Championnat de Polynésie française de football est la soixante-neuvième édition du championnat de première division en Polynésie française. Les huit meilleurs clubs de Polynésie sont regroupés au sein d'une poule unique, la Ligue Mana, où ils s'affrontent à trois reprises au cours de la saison. Les quatre premiers de la saison régulière jouent une deuxième phase pour déterminer le champion tandis que le dernier est relégué en Division 2.
C'est l’AS Tefana, tenante du titre, qui est à nouveau sacrée champion de Polynésie cette saison après avoir battu l'AS Central Sports en finale, à l'issue de la séance des tirs au but. C'est le cinquième titre de champion de Polynésie française de l’histoire du club.
Les clubs de l'AS Roniu et de l'AS Vairao fusionnent avant le début du championnat pour donner naissance à l'AS Taiarapu FC.

## Qualifications continentales
Le champion de Polynésie française et son dauphin obtiennent chacun leur billet pour la phase de poules de la Ligue des champions de l'OFC 2017.

## Les clubs participants
| - AS Pirae - AS Tefana - AS Vénus - AS Dragon | - AS Taiarapu FC - AS Manu-Ura - AS Aorai - Promu de Division 2 - AS Central Sports |

## Compétition

### Première phase
Le barème utilisé pour établir le classement est le suivant :
- Victoire : 4 points
- Match nul : 2 points
- Défaite : 1 point

En cas d'égalité de points, ce sont les résultats des confrontations directes qui sont prises en compte.
Les clubs peuvent obtenir des points de bonus en remplissant certaines conditions concernant les entraîneurs et les arbitres.
| Rang | Équipe                | Pts | J  | G  | N | P  | Bp  | Bc | Diff |
| ---- | --------------------- | --- | -- | -- | - | -- | --- | -- | ---- |
| 1    | AS TefanaT +4         | 84  | 21 | 19 | 2 | 0  | 103 | 20 | +83  |
| 2    | AS Central Sports +10 | 65  | 21 | 11 | 1 | 9  | 48  | 51 | -3   |
| 3    | AS Vénus +8           | 62  | 21 | 9  | 6 | 6  | 45  | 42 | +3   |
| 4    | AS Pirae +10          | 62  | 21 | 10 | 1 | 10 | 58  | 62 | -4   |
| 5    | AS Manu-Ura +2        | 59  | 21 | 11 | 3 | 7  | 48  | 48 | 0    |
| 6    | AS Dragon +6          | 46  | 21 | 4  | 7 | 10 | 41  | 53 | -12  |
| 7    | AS Taiarapu FC +10    | 44  | 21 | 3  | 4 | 14 | 39  | 68 | -29  |
| 8    | AS AoraiP +2          | 36  | 21 | 3  | 4 | 14 | 23  | 61 | -38  |

|  | Qualification pour la deuxième phase                 |
|  | Relégation directe en Division 2                     |
|  | T : Tenant du titre P : Promu de division inférieure |

### Phase finale
Les quatre premiers du classement disputent la phase finale du championnat, jouée sous forme de matchs à élimination directe. Toutes les rencontres ont lieu au Stade Pater de Papeete du 28 mars au 1er avril 2016.
|  | Demi-finales            | Demi-finales            | Demi-finales            | Demi-finales            |               |               | Finale                    | Finale                    | Finale                    | Finale                    |
|  |                         |                         |                         |                         |               |               |                           |                           |                           |                           |
|  | 28 mars 2016, à Papeete | 28 mars 2016, à Papeete | 28 mars 2016, à Papeete | 28 mars 2016, à Papeete |               |               | 1er avril 2016, à Papeete | 1er avril 2016, à Papeete | 1er avril 2016, à Papeete | 1er avril 2016, à Papeete |
|  | 1                       | AS Tefana               | 6                       | 6                       |               |               | 1er avril 2016, à Papeete | 1er avril 2016, à Papeete | 1er avril 2016, à Papeete | 1er avril 2016, à Papeete |
|  | 1                       | AS Tefana               | 6                       | 6                       |               |               | 1er avril 2016, à Papeete | 1er avril 2016, à Papeete | 1er avril 2016, à Papeete | 1er avril 2016, à Papeete |
|  | 4                       | AS Pirae                | 1                       | 1                       |               |               | 1er avril 2016, à Papeete | 1er avril 2016, à Papeete | 1er avril 2016, à Papeete | 1er avril 2016, à Papeete |
|  | 4                       | AS Pirae                | 1                       | 1                       | AS Tefana tab | AS Tefana tab | 1 (5)                     | 1 (5)                     |                           |                           |
|  | 28 mars 2016, à Papeete |                         |                         |                         | AS Tefana tab | AS Tefana tab | 1 (5)                     | 1 (5)                     |                           |                           |
|  |                         |                         | AS Central Sports       | AS Central Sports       | 1 (4)         | 1 (4)         |                           |                           |                           |                           |
|  | 2                       | AS Central Sports       | AS Central Sports       | AS Central Sports       | 1 (4)         | 1 (4)         | 4                         | 4                         |                           |                           |
|  | 2                       | AS Central Sports       |                         |                         |               |               |                           | 4                         |                           |                           |
|  | 3                       | AS Vénus                | 0                       | 0                       |               |               |                           |                           |                           |                           |
|  | 3                       | AS Vénus                | 0                       | 0                       |               |               |                           |                           |                           |                           |

## Bilan de la saison
| Championnat de Polynésie française de football 2015-2016 |                      |
| Champion                                                 | AS Tefana (5e titre) |
| Coupes et trophées                                       |                      |
| Vainqueur de la Coupe de Polynésie française 2015-2016   | AS Dragon            |
| Qualifications continentales                             |                      |
| Ligue des champions de l'OFC 2017                        | AS Tefana            |
| Ligue des champions de l'OFC 2017                        | AS Central Sports    |
| Promotions et relégations                                |                      |
| Promus en Ligue Mana                                     | JS Arue              |
| Promus en Ligue Mana                                     | Olympic Mahina       |
| Promus en Ligue Mana                                     | Tahiti U17           |
| Relégués en Division 2                                   | AS Aorai             |